# Vandamia gladstonei
Vandamia gladstonei is een vlinder uit de familie van de visstaartjes (Nolidae). De wetenschappelijke naam van de soort is voor het eerst geldig gepubliceerd in 1933 door van Son.